# Карунський Олексій Йосипович
Олексій Йосипович Карунський (10 липня 1941, Мирівка — 8 серпня 2021, Одеса) — український науковець у галузях тваринництва та зоотехнії, педагог. Доктор сільськогосподарських наук (1991), професор (1999). Заслужений діяч науки і техніки України (2004). Провідний український дослідник хімічної складової кормів, росту та розвитку тварин, розробник рецептів комбікормів та преміксів.
Майже 30 років паралельно працював в Одеському державному аграрному університеті (1992—2021) та Одеській державній академії харчових технологій (1995—2021), обіймав різні посади в обох закладах: від завідувача кафедри генетики, розведення та годівлі сільськогосподарських тварин до проректора з навчальної роботи. Автор понад 200 наукових робіт, близько 20 запатентованих винаходів.

## Життєпис
Народився 10 липня 1941-го року у селі Мирівка Київської області у сім'ї колгоспників. У 1944-му році батько загинув на фронті, мати залишилася одна з трьома дітьми. У 15-ти річному віці Олексій втратив і мати.
У 1959-му році закінчив Київське ремісниче училище за спеціальністю «Коваль вільного кування». Відтоді ж два роки працював за спеціальністю на заводі «Ленінська кузня», на якому Олексій Карунський підвищив свою кваліфікацію до рівня п'ятого розряду.
У 1961-му році був призваний до лав Радянської армії та направлений на навчання до ракетної школи. Подальшу службу проходив у Німецькій Демократичній Республіці.
У 1964-му році демобілізувався, вступив на ветеринарний факультет Української сільськогосподарської академії, яку закінчив у 1969-му році. За роки навчання у академії виконав науково-дослідну роботу на тему «Лікування диспепсії телят за допомогою нососичужного зонду», яка зайняла перше місце серед ветеринарних факультетів.
Після закінчення академії працював спочатку у радгоспах Криму, потім — Молдавської РСР, паралельно проводив науково-дослідну роботу.
З 1978-го року — науковий співробітник Молдовського науково-дослідного інституту «Вієрул» (смт Кодру), завідувач відділу тваринництва. У 1982-му році здобув науковий ступінь кандидата сільськогосподарських наук, захистивши дисертацію на тему «Использование различных солей микроэлементов в рационах свиней». З 1984-го року — викладач Кишинівського сільськогосподарського інституту, завідувач кафедри комбікормів.
У 1991-му році здобув науковий ступінь доктора сільськогосподарських наук, захистивши дисертацію на тему «Разработка системы использования нетрадиционных кормов-отходов пищевой промышленности в кормлении свиней». При написанні докторської дисертації Олексія Карунського консультували професори Григорій Степурін та Костянтин Солнцев.
У 1992-му році відгукнувся на пропозицію обійняти посаду завідувача кафедри генетики, розведення та годівлі сільськогосподарських тварин Одеського державного аграрного університету, переїхав з Молдови до Одеси. З 1995-го року паралельно викладав і в Одеській державній академії харчових технологій на кафедрі технології комбікормів і біопалива.

Могила Олексія Карунського, Байкове кладовище

У 2000—2001 роках — декан зооінженерного факультету аграрного університету, у 2002—2003 — декан факультету ветеринарної медицини. Паралельно у 2001—2002 роках — проректор з навчальної роботи. У 2010-му році залишив посаду завідувача кафедри генетики, розведення та годівлі сільськогосподарських тварин, залишив собі обов'язки професора кафедри.
Автор понад 200 наукових робіт, близько 20-ти запатентованих винаходів. Провідний український дослідник хімічної складової кормів, росту та розвитку тварин, розробник рецептів комбікормів та преміксів. Член спецради Харківської державної зооветеринарної академії. Науковий керівник більш ніж 15-ти кандидатів і докторів наук.
Працював до останніх днів. Помер у 80-річному віці 8 серпня 2021 року. Був кремований, прах похований у Києві, у колумбарії Байкового кладовища (50°24′53.73″ пн. ш. 30°30′15.71″ сх. д. / 50.4149250° пн. ш. 30.5043639° сх. д.).

### Родина
Був одружений, виховав двох синів. Брат — художник Михайло Карунський (1938—2009). Племінники — скульптори Олександр Карунський (нар. 1963) та Світлана Карунська (нар. 1968).

## Науковий доробок (частковий)
- 1977 — «Влияние предпосевной обработки семян микроэлементами на урожай и химический состав некоторых кормовых культур» (стаття)
- 1978 — «Добавка солей микроэлементов в рационах свиней» (стаття)
- 1978 — «Обработка семян микроэлементами» (стаття)
- 1982 — «Рекомендации по обеспечению полноценного питания молодняка свиней при интенсивном откорме» (посібник)
- 1982 — «Эффективность различных соединений микроэлементов при откорме молодняка свиней и некоторых методов восполнения их дефицита» (стаття)
- 1982 — «Использование различных солей микроэлементов в рационах свиней» (дисертація)
- 1985 — «Виноградные выжимки в рационах свиней» (стаття)
- 1985 — «Эффективность использования виноградных выжимок при выращивании ремонтных свинок» (стаття)
- 1985 — «Эффективность использования микроэлементов при откорме молодняка свиней» (стаття)
- 1986 — «Микроэлементы в рационе свиней» (стаття)
- 1986 — «Можно ли использовать отходы промышленности переработки» (стаття)
- 1986 — «Яблочные выжимки в рационе молодняка свиней» (стаття)
- 1987 — «Использование ферментов для обработки виноградных выжимок» (стаття)
- 1987 — «Нетрадиционные корма в свиноводстве» (стаття)
- 1987 — «Отходы превратить в доходы» (стаття)
- 1987 — «Рекомендации по использованию нетрадиционных кормов в кормлении сельскохозяйственных животных» (стаття)
- 1987 — «Сухой глютен в рационах поросят» (стаття)
- 1988 — «Переработка и эффективность использования отходов пищевой промышленности в свиноводстве» (доповідь)
- 1988 — «Рациональное использование нетрадиционных кормов — отходов пищевой промышленности при откорме свиней» (доповідь)
- 1988 — «Рекомендации по использованию кормов местного производства в рационах свиней» (стаття)
- 1988 — «Состояние и перспективы использования нетрадиционных кормов» (стаття)
- 1989 — «Использование нетрадиционных кормов в животноводстве» (стаття)
- 1989 — «Комбинированный силос — высокоэффективный корм» (стаття)
- 1989 — «Кормовая патока при откорме» (стаття)
- 1990 — «Использование отходов пищевой промышленности в свиноводстве» / А. И. Карунский; Молд. НИИ виноградарства и виноделия НПО «Виерул». — Кишинев: Штиинца, 1990. — 76,[2] с.; 22 см.
- 1991 — «Разработка системы использования нетрадиционных кормов-отходов пищевой промышленности в кормлении свиней»: диссертация доктора сельскохозяйственных наук : 06.02.02 / Белорус. НИИ животноводства. — Кишинев, 1991. — 302 с.
- 1992 — «Кормова патока в раціонах свиней» (стаття)
- 1993 — «Доцільне використання відходів переробки винограду при годівлі» (стаття)
- 1993 — «Меласса (кормовая патока) при откорме свиней» (стаття)
- 1993 — «Нетрадиционные корма в составе комбикормов» (стаття)
- 1993 — «Отходы свеклосахарного производства в кормлении сельскохозяйственных животных» (стаття)
- 1993 — «Томатные отходы — корм для свиней» (стаття)
- 1993 — «Цеолиты в рационах норок» (стаття)
- 1994 — «Влияние минеральных добавок на рост и развитие цыплят-бройлеров» (стаття)
- 1994 — «Корма: справочное пособие»
- 1994 — «Эффективность использования баротермически обработанного зерна в комбикормах для птицы» (стаття)
- 1995 — «Рекомендации по использованию автолизата в рационах норок» (стаття)
- 1995 — «Томатные отходы в рационе свиней» (стаття)
- 1996 — «Вплив природних цеолітів на продуктивність норок» (стаття)
- 1996 — «Дополнительные источники кормовых средств для сельскохозяйственных животных» (стаття)
- 1996 — «Исследование возможности использования природных сапонитов при производстве комбикормовой промышленности» (доповідь)
- 1996 — «Нетрадиционные источники минерального питания сельскохозяйственных животных и птицы» (доповідь)
- 1996 — «Нетрадиционные минеральные добавки при производстве комбикормов» (стаття)
- 1996 — «Рациональное использование нетрадиционных кормов при выращивании и откорме свиней» (стаття)
- 1996 — «Хімічний склад алюмосилікатів, використаних при виробництві комбікормів» (доповідь)
- 1997 — «Добавка аминокислотная кормовая в рационах свиней» (стаття)
- 1997 — «Нові мінеральні добавки» (стаття)
- 1997 — «Норми годівлі сільськогосподарських тварин та поживність кормів півдня України: довідник»
- 1997 — «Природні сапоніти — новий мінеральний компонент комбікормів» (стаття)
- 1998 — «Використання ферментних препаратів у раціонах молодняка свиней на відгодівлі» (стаття)
- 1998 — «Влияние добавки аминокислотной кормовой /ДАК/ на продуктивные качества молодняка свиней и птицы» (доповідь)
- 1998 — «Ефективність використання сапоніту у раціонах курей яєчного напрямку» (доповідь)
- 1998 — «Использование добавки аминокислотной кормовой из нетрадиционного сырья в рационах молодняка свиней» (доповідь)
- 1998 — «Использование ферментных препаратов» (доповідь)
- 1998 — «Нетрадиційні мінеральні добавки в годівлі птиці» (стаття)
- 1999 — «Відтворювальні здатності свиноматок при використанні в їх раціонах добавки амінокислотної кормової (ДАК)» (стаття)
- 1999 — «Вплив добавки амінокислотної кормової на відтворювальні здатності ремонтних свинок» (стаття)
- 1999 — «Кормові отруєння сільськогосподарських тварин» (стаття)
- 1999 — «Нетрадиционные источники минерального питания сельскохозяйственных животных и птицы» (стаття)
- 1999 — «Нетрадиційні корми у раціонах сільськогосподарських тварин» (посібник)
- 2000 — «Борошно з яблучних вичавок, як компонент у складі комбікормів для ремонтного молодняку свиней» (стаття)
- 2000 — «Годівля овець і кіз: методичні вказівки для виконання курсових робіт»
- 2000 — «Гречана лузга як кормова добавка» (стаття)
- 2000 — «Добавка аминокислотная кормовая ТТУ 46.715.334-98 /для повышения репродуктивных качеств сельскохозяйственных животных» (посібник)
- 2000 — «Ефективність використання білкових добавок в годівлі сільськогосподарських тварин» (стаття)
- 2000 — «Корми та годівля сільськогосподарських тварин» (посібник)
- 2000 — «Наставление по применению аминокислотных обогатителей (Автолизат дрожжевой, сухой ТТУ 46.15.335-98) для повышения репродуктивных качеств сельскохозяйственных животных» (стаття)
- 2000 — «Оцінка зоотехнічної ефективності преміксів» (стаття)
- 2000 — «Продуктивність молодняка свиней при згодовуванні амінокислотного концентрату» (стаття)
- 2001 — «Використання кобальту, селену і білкової добавки у раціонах свиней» (стаття)
- 2001 — «Мінеральне живлення сільськогосподарських тварин» (посібник)
- 2001 — «Сапоніти в раціонах курей» (стаття)
- 2002 — «Вплив кобальту, селену і добавки амінокислотної кормової (ДАК) на ріст свиней та забійні якості продукції» (стаття)
- 2002 — «Нетрадиційна сировина при виробництві комбікормів» (стаття)
- 2002 — «Ферментні препарати в раціонах свиней» (стаття)
- 2002 — «Эффективность использования виноградных выжимок при производстве комбикормов» (стаття)
- 2003 — «Амідоконцентратна мінеральна добавка КАНІР — 3» (доповідь)
- 2003 — «Засіб підвищення генетично-функціональних можливостей сільськогосподарських тварин» (стаття)
- 2003 — «Наукове обґрунтування годівлі свиней: навчальний посібник»
- 2003 — «Особливості ведення галузі свинарства на прикладах господарств Німеччини» (стаття)
- 2004 — «Повноцінна годівля — основа профілактики внутрішніх хвороб тварин» (стаття)
- 2004 — «Продуктивність та обмін речовин у молодняку свиней при згодовуванні добавки амінокислотної кормової (ДАК)» (стаття)
- 2005 — «Аспекти екологічного ведення свинарства на прикладах країн Західної Європи» (доповідь)
- 2005 — «Продуктивність, перетравність поживних речовин раціонів свиней при згодовуванні добавки амінокислотної кормової» (стаття)
- 2005 — «Шляхи збалансування раціонів свиней за протеїном» (стаття)
- 2006 — «Амідоконцентратна мінеральна добавка КАНІР-3» (стаття)
- 2006 — «Екологічна технологія ведення галузі свинарства, загальні вимоги до фермерських господарств Німеччини і Австрії» (стаття)
- 2006 — «Світовий рівень розвитку органічного напрямку сільського господарства та його перспективи для України» (стаття)
- 2007 — «Вплив ферментних препаратів на продуктивність свиней на відгодівлі» (стаття)
- 2007 — «Засіб підвищення генетично-функціональних можливостей сільськогосподарських тварин» (стаття)
- 2007 — «Збагачення комбікормів для птиці ферментом Ладозім Проксі» (стаття)
- 2007 — «Методичні рекомендації щодо годівлі спортивних коней рисистих порід в період тренінгу та випробувань»
- 2007 — «Новые подходы в кормлении утят-бройлеров» (стаття)
- 2008 — «Баланс азоту, кальцію й фосфору в організмі курей при згодовуванні ферментного препарату „Ладозім Проксі“» (стаття)
- 2008 — «Ферментні препарати в раціонах курей-несучок» (стаття)
- 2008 — «Хімічний та амінокислотний склад амаранту (аналіз)» (стаття)
- 2009 — «Вплив комбінованих силосів із зеленої маси амаранту на ріст і розвиток свиней» (стаття)
- 2011 — «Вплив вмісту селену в комбікормах на якість м'яса каченят» (стаття)
- 2014 — «Високопродуктивні кормові суміші з включенням кормових трав для великої рогатої худоби» (стаття)
- 2014 — «Відгодівельні показники свиней при згодовуванні їм нового мінерального преміксу» (стаття)
- 2014 — «Ефективність впливу кормових сорбентів на продуктивність курей» (стаття)
- 2014 — «Збагачення раціонів свиней треоніном та їх вплив на продуктивність» (доповідь)
- 2014 — «Отходы переработки овощных продуктов в кормлении свиней» (стаття)
- 2014 — «Ферментний препарат „Ладозим“ в комбікормах свиней» (стаття)
- 2015 — «Використання повнораціонних комбікормів у годівлі свиноматок при інтенсивній технології виробництва свинини» (стаття)
- 2015 — «Переваримость питательных веществ корм и продуктивность свиней в зависимости от добавления к рациону глутаминовой кислоты» (доповідь)
- 2015 — «Спосіб використання ферменту „Лізоцим“ в преміксі для молодняку свиней» (стаття)
- 2016 — «Влияние глутаминовой кислоты на морфологический и биохимический показатели крови у свиней» (доповідь)
- 2016 — «Вплив ферментного препарату „Лізоцим“ на ріст молодняку свиней на відгодівлі» (стаття)
- 2016 — «Глутаминовая кислота в рационе и ее влияние на откорм и убойные качества подопытных свиней» (доповідь)
- 2016 — «Динамика развития и показатели крови свиней крупной белой породы при использовании ферментного препарата „Лизоцим“» (доповідь)
- 2016 — «Дії ферментного препарату „Лізоцим“ в галузі свинарства» (стаття)
- 2016 — «Продуктивність м'ясо-яєчних курей при використанні в комбікормах добавки Вітакорм-Біо» (стаття)
- 2016 — «Пути повышения продуктивности свиней» (стаття)
- 2016 — «Экструдированные кормовые бобы в рационах свиней» (стаття)
- 2017 — «Методичні рекомендації щодо використання ферментного препарату „Лізоцим“ в годівлі свиней і птиці»
- 2017 — «Показники забійних якостей молодняку курей-несучок при використанні в годівлі ферментного препарату „Клерізим гранульований“» (стаття)
- 2018 — «Вплив добавок селену в комбікорми на якість м'яса каченят» (стаття)
- 2018 — «Динаміка показників крові курчат при використанні ферментного препарату „Клерізим гранульований“ в їх годівлі» (стаття)
- 2018 — «Вплив ферментного препарату „Клерізим гранульований“ на динаміку живої маси курчат та показники крові» (стаття)
- 2019 — «Суспензія хлорела та її використання в раціонах свиней на відгодівлі» (стаття)
- 2019 — «Продуктивність свиней при згодовуванні суспензії хлорели» (стаття)
- 2019 — «Збагачення комбікормів вітамінним преміксом та його вплив на продуктивність качок» (стаття)
- 2020 — «Нова кормова добавка з цитрусових вичавок» (стаття)

### Запатентовані винаходи
- 1999 — спосіб підвищення репродуктивних якостей сільськогосподарських тварин та птиці
- 2001 — амідоконцентратна добавка КАНІР — 3
- 2002 — кормова добавка для птиці
- 2003 — спосіб підвищення генетичної функціональної можливості сільськогосподарських тварин і птиці
- 2006 — кормова суміш для годування м'ясних каченят
- 2008 — мінеральний премікс з селеном для м'ясних гусенят
- 2008 — кормова добавка
- 2015 — композиція інгредієнтів корму для відгодівлі молодняку свиней
- 2016 — спосіб використання ферменту «Лізоцим» в складі преміксів для молодняку свиней
- 2019 — спосіб годівлі курей-несучок
- 2020 — спосіб використання суспензії хлорели в тваринництві